# آرثر جي. روبرتسون
آرثر جي. روبرتسون (بالإنجليزية: Arthur G. Robertson)‏ هو سباح بريطاني، ولد في 1879، وتوفي في 2000.